# Raposa-de-cozumel
A raposa-de-cozumel (Urocyon sp. nov.) é uma espécie de raposa não descrita do gênero Urocyon, que se encontra em perigo crítico de extinção ou possivelmente extinta. Habita (ou habitava) a ilha de Cozumel, no México. O último avistamento relatado foi em 2001, mas levantamentos com foco nesta espécie ainda não foram realizados desde então.
Esteve isolada na ilha há pelo menos 5.000 anos, provavelmente muito mais tempo. Isso indicaria que a colonização da ilha de Cozumel por Urocyon é anterior à dos humanos.

## Descrição
A raposa-de-cozumel, que não foi descrita cientificamente até o momento, é uma forma anã, como a raposa-das-ilhas, mas ligeiramente maior. É normalmente menor do que as raposas encontradas na Península de Yucatán. Até então, os relatos da espécie foram baseadas em relatos de testemunhas oculares, pois nenhum animal foi capturado e não há espécimes em museus. O animal foi relatado pelos nativos como bastante raro, mas mais comum nas partes leste e sul da ilha.
Embora alguns autores sugiram que a raposa-de-cozumel possa representar uma forma taxonômica distinta do táxon continental, seu status taxonômico é indeterminado.